# Psechrus khammouan
Psechrus khammouan är en spindelart som beskrevs av Jäger 2007. Psechrus khammouan ingår i släktet Psechrus och familjen Psechridae.
Artens utbredningsområde är Laos. Inga underarter finns listade i Catalogue of Life.